# 務安国際空港
務安国際空港（ムアンこくさいくうこう、韓国語: 무안국제공항、英語: Muan International Airport）は、大韓民国全羅南道務安郡望雲面にある空港である。光州の40km西、木浦の15km北に位置する。
光州空港と木浦空港の定期便を受け入れる目的で2007年に開港したが、光州空港の国内線移転が遅れている。

## 名称
大韓民国航空法の規定による空港使用開始告示における名称は「務安国際空港」であるが、単に「務安空港」とも呼ばれる。隣接する務安-光州高速道路のインターチェンジが「務安空港IC」を名乗るほか、航空庁・気象庁・植物検疫院 といった政府部処（省庁に相当）の出先機関も「務安空港」の名称を用いている。開港直前に整備された周辺道路の道路標識にも「務安空港」の表記が見られる。
構想段階では「西海岸新国際空港」や「湖南圏新空港」 といった名称で呼ばれていたほか、予定地の地名から「望雲国際空港」「望雲空港」とも呼ばれていた。また金大中は、1998年8月25日、西海岸高速道路木浦-務安間竣工式で行った演説において、この空港を「望雲飛行場」と呼んでいるが、「望雲飛行場」の名称は1940年代に日本軍が同地に建設した飛行場を指して用いられる場合もある。
空港開発事業実施計画は「務安国際空港」の名称で策定されたが、これに対し、金大中の名前にちなんだ「金大中空港」や、5.18光州民主化運動に由来する「5.18国際空港」といった名称への改称が主張された。結局「務安国際空港」として開港したが、開港後も名称をめぐる議論は続いている。

### 改称問題
2008年5月に光州空港の国際線機能が務安国際空港に移転した後には、光州市の関係者を中心に「光州・務安国際空港」のように「光州」を入れた名称に改称するよう要求が出ているものの、実現していない。務安郡側では「地元自治体名を冠するのが一般的」として改称に反対する意見がある一方、2009年4月に務安国際空港活性化対策推進委員会が務安郡民を対象に行った調査では、光州空港の国内線も務安に移転させることを前提とした場合、約60%が「改称してもよい」と回答している。この問題について、関連業界では柔軟な対応がなされており、大韓航空が自社のWebサイトで光州空港を「光州/光州」、務安国際空港を「光州/務安」と案内している ほか、旅行会社の広告においても務安発着便の案内に光州の名を併記する事例が見られる。
「金大中空港」を推す意見も根強い。この名称への改称は2001年に李廷一光州市西区区長が主張したほか、開港直前の時期にも話題となり、2009年8月の金大中死去により再び改称の主張が強まった。こうした動きは、「金大中コンベンションセンター」「金大中大橋」といった、むやみに金大中の名前を利用しようとする試みの一つとして、批判の対象となっている。

### 異称
逆に、務安国際空港を過剰投資であると考え、この責任は金大中政権の政策運営にあるとして、非難の意図を込めて「金大中空港」と呼ぶ例もある。同様の意図で、初期に務安国際空港の建設を推進した韓和甲の名を冠して「韓和甲空港」と呼ぶ例がある。
また空港名の「務安」（무안）がさまざまな漢語に通じることから、空港開発に対し推進・批判双方の立場において語呂合わせに用いられている。開港までの間は、「務安」が「無限」（무한 mu-han）に繋がるとして、空港開発の効果が強調されていた。一方、「務安」は韓国語で「（恥ずかしくて）会わす顔がないこと」 を意味する「無顔」（무안 mu-an）と同じ綴りであることから、開港後の状況に対して批判的な文脈で、「무안한 무안공항」（恥ずかしい務安空港）、「국제공항이란 간판이 ‘무안’ 할 정도다」（国際空港という看板が恥ずかしいほどだ） のように、「務安」と「無顔」とをかけた皮肉が書かれることも多い。さらに「務安」は「無人」（무인 mu-in）に発音が似ていることから、利用客が少ない状況を「무안공항은 ‘무인공항’」（務安空港は「無人空港」） と揶揄されている。

### 空港コード
ICAO空港コードはRKJBである。このコードは、2000年1月に“MUAN INTL”に割り当てられた ものを使用している。

## 運営
空港の運営は韓国空港公社務安支社が、管制・監督などの業務を釜山地方航空庁務安空港出張所が担当する。
本来、務安国際空港の位置する全羅南道は釜山地方航空庁の管轄区域であるが、2000年1月から開港までの間は、ソウル地方航空庁が務安国際空港関連業務を担当していた（建設交通部令への反映は2000年12月）。2000年11月の国会建設交通委員会において、金光元 議員が管轄の変更に言及、務安国際空港に予算を集中配分するために所管庁を変更したのではないか、と指摘した のに対し、金允起 建設交通部長官は、釜山地方航空庁の業務量がソウル地方航空庁と比べて多くなっており、やむを得ず管轄を変更した、と説明している。以降、建設期間中はソウル地方航空庁の管轄となっていたが、2007年の開港に先立って引き継ぎが行われ、釜山地方航空庁の管轄に戻された。この際、務安国際空港の開港に伴って民間航空施設が廃止された木浦空港の職員が務安に異動した。
開港後、2007年は12億4800万ウォン、初の通年決算となった2008年には71億3000万ウォンの赤字となり、以降は毎年70億ウォン程度の赤字を計上している。旅客ターミナルの利用率も収容能力の10%未満にとどまっており、常駐空港職員数が一日平均利用客数より多い、と指摘されている。こうした状況から運営の効率化が課題となっている。
2008年8月、企画財政部が「第2次公共機関先進化推進計画」において韓国空港公社の民営化方針を示し、国内1〜3空港の経営権売却を検討していることが発表されると、地元を中心に務安国際空港が売却の対象となるかどうかが議論となった。韓国空港公社労働組合は務安を含む国内全空港の民営化に反対する意向を表明し、2008年9月に各空港で示威行動を行った。2009年2月に空港活性化を議題として地元で開催されたシンポジウムでは、全羅南道が滑走路延長や駐機場拡張といった施設の整備が完了する前の民間売却は時期尚早であると主張する一方で、専門家からは運営権の売却や賃貸を通じて海外の投資を呼び込むべきであるという意見も出た。務安国際空港は収益率が襄陽国際空港の次に低く、これら2空港が民営化の対象となる可能性が高いという見方もあったが、2009年3月、国土海洋部は最初の民営化対象として清州国際空港を選定、2012年1月には新たに運営を担当する法人との間で契約が締結された。最初の民営化対象である清州の売却完了により、今後の他空港への展開が注目されているが、国土海洋部関係者は清州以外の民営化は検討していないとしている。

## 施設

### 飛行場施設
長さ2800mの滑走路1本を有し、年間14万回の離着陸を処理する能力を持つ。滑走路長の3200mへの延長が計画されているが、予算が獲得できず計画は進展していない。2010年3月には国土海洋部が韓国グランプリの開催を見込んだ関連業界の要請に応じる形で飛行場施設の等級を格上げし、制度上はボーイング747-400の就航が可能となったが、滑走路長の問題から同機種の発着時には搭載重量に制約を受ける。エアバスA380は施設の制約により就航できない。
滑走路は、2007年に放送された文化放送のドラマ『エア・シティ』において撮影に使用された。この作品は仁川国際空港を描いたものであるが、劇中の滑走路に鷹を描く場面は実際の仁川国際空港の滑走路で撮影することができず、当時は未供用だった務安国際空港の滑走路を使って撮影が行われた。
- 滑走路: 長さ2800m × 幅45m 1本
- 誘導路: 長さ2800m × 幅23m 1本（平行誘導路）
- 駐機場: 90692m2、9機分（ボーイング747級 4機、エアバスA300級 3機、ボーイング737級 2機）

### 旅客ターミナル
面積29106m2。年間510万人（国内線416万人、国際線94万人）の処理能力を持つ。旅客ターミナルの形状は務安郡の郡鳥である白鷺を意識したものであるほか、各所に務安郡の自然が織り込まれたデザインとなっている。
開港時はチャーター便が集中的に運航されたこともあり、手荷物の受け取りに時間がかかる、トイレが狭い、といった問題が顕在化した。また当初は付帯施設も整っておらず、特に供食施設がない点に利用客から不満が出ていたが、2007年12月から2008年1月にかけて、コンビニエンスストアや食堂が出店、飲料の自動販売機も設置された。しかし食堂はその後の空港利用者数の低迷により2008年11月に閉店、その後、別の業者が参入した。また韓国観光公社が出店していた免税店も、韓国観光公社の免税店事業縮小に伴い、2009年9月に閉店した。免税店を引き継いで運営する業者の募集が行われたが民間からは応募がなく、2009年12月からは全羅南道が空港1階に特産品販売店を出店している全南開発公社を通じ、直接運営を行っている。
かつては全南地方兵務庁の兵務申告事務所が置かれていたが、2008年5月29日に廃止された。これは兵務庁が出国申告手続きを簡略化し、国内各空港や港湾に置かれていた兵務申告事務所を廃止する方針としたことに伴う措置で、申告件数が1日1件を下回っていた務安の兵務申告事務所は、同様の利用状況であった大邱・済州・光州・清州の兵務申告事務所とともに、先行して廃止された。
- 1階
  - 光州税関
  - 国立木浦検疫所務安国際空港検疫事務室
  - GS25務安空港店（コンビニエンスストア）
  - 農協中央会務安国際空港支店
  - 全南観光記念品・特産品販売場
- 2階
  - 中国東方航空カウンター
  - 大韓航空カウンター
  - アシアナ航空カウンター
  - チェジュ航空カウンター
  - ティーウェイ航空カウンター

### 貨物ターミナル
面積3112m2、年間50000t（国内41000t、国際9000t）の処理能力を持つが、需要の不足から活用されていない。
2007年12月23日に開催された開港記念マラソン大会では、貨物ターミナル前の広場が集合場所として利用された。

### 駐車場
面積66990m2、2095台の収容能力を持つ。開港時より無料で開放されている。中央付近に高さ57mの高架水槽が設置されている。
2010年4月20日には、駐車場が「ツール・ド・コリア2010」の大会運営車両として現代自動車が提供する車両74台の伝達式会場として使用された。「ツール・ド・コリア」は2007年から開催されている国際自転車競技大会で、2010年の大会は4月22日から5月2日まで開催された。

## 歴史

### 前史
務安国際空港の位置する務安郡望雲面地域の航空利用の歴史は古く、1940年代には日本軍が全羅道の住民を動員して飛行場を建設していた。1945年、日本がポツダム宣言を受諾すると、9月には朝鮮総督府が降伏文書に署名、日本軍は朝鮮半島から撤収し、望雲の飛行場は工事の中途で放棄された。朝鮮半島は北緯38度線を境界線として、北はソ連、南はアメリカに分割占領されることになり、全羅南道には10月にアメリカ軍が進駐した。木浦では日本や日本の支配地域から帰還した出身者や、ソ連軍政下となった北半部から政治的・経済的な理由で 越境してきた南下民により人口が激増した。越境者を地方に分散させるアメリカ軍政庁の方針もあり、木浦の当局は望雲の飛行場用地に越境者を収容し、人口問題の解決を図った。
朝鮮戦争時にはアメリカ合衆国軍が非常用滑走路に指定していた。1950年10月、中国軍が義勇軍として参戦すると戦線は南へ押し戻され、黄海道など朝鮮民主主義人民共和国支配地域となった地方からの避難民がこの地域にも流入した。休戦協定成立後の1957年には望雲面皮西里の一部が避難民の定住地に指定された。
1960年代からは、朝鮮戦争中に越南してきた人々に土地を与える名目で、周辺では干拓が進められた。飛行場用地は戦後も国防部が管理していたが、1970年代にこの地域で国有地売却を担当していた税務署職員が国有地を不正に売却し、本人や親族の名義でこの土地を取得していた事件では、飛行場用地も売却され、1981年まで第三者に賃貸されていた。こうして周辺は農地に戻っていき、飛行場の痕跡は望雲面と玄慶面に日本軍が使用した飛行機の格納庫や砲陣地の一部が残るのみとなっていた。

### 構想
1980年代、大韓民国政府は国民の海外旅行を段階的に自由化し、ソウルオリンピック開催の翌年である1989年1月には、全国民の海外旅行が自由化された。こうした状況を背景に、交通部は1989年、首都圏新空港の候補地選定と並行して、西海岸（湖南圏）、東海岸（嶺東圏）など各地に新国際空港を設置する構想の検討を開始した。この時期、西海岸地域の新空港候補地は務安郡望雲面地域のほか、羅州、光州（既設の光州空港を拡張）の3箇所とされていた。このうち光州拡張案を光州市が、務安案を務安郡の南に隣接する木浦市がそれぞれ推していた。一方、木浦空港では民間航空再開に向けて1987年から行われていた拡張工事が完了し、1992年から大韓航空とアシアナ航空がソウルと木浦を結ぶ路線の運航を開始した。
1993年7月26日、ソウルから木浦に向かっていたアシアナ航空のボーイング737-500型機が木浦空港に進入中、空港の南西8km、海南郡花源面馬山里の雲居山中腹に墜落する事故（アシアナ航空733便墜落事故）が発生した。事故は悪天候下で無理な着陸を試みたことが原因であったが、大半が軍との共用であり、充分な安全対策が講じられていない韓国の地方空港の状況も問題視された。特に事故現場となった木浦空港は、その立地条件から海霧の影響を受けやすく、また計器着陸装置の設置には莫大な費用がかかることから、務安に新空港を建設し、木浦空港の代替とする案が積極的に検討されることとなった。この年、地方空港の施設改善を永宗島新空港の予算を転用して実施することも検討されたが、務安の着手には至らず、木浦空港の再拡張に予算が割り当てられた。
1994年4月、交通部は「空港開発中長期基本計画」 において、1995年からの5年間に推進する空港開発事業を示した。この計画に「湖南圏新空港」の名称で、後の務安国際空港の開発が盛り込まれた。計画では、1995年から2000年までの事業期間で、務安郡望雲面に 2500mの滑走路1本を持つ空港を整備するとしていた。また木浦空港については、安全向上のための施設改善を進めるものの、中長期的には湖南圏新空港に木浦空港の機能を吸収するとしていた。計画は事業の開始を1995年からとしていたが、結局1995年度予算への計上は見送られた。これに関して洪在馨経済企画院長官は、光州空港と木浦空港の拡張がそれぞれ1995年、1996年の完成予定で進められており、これらが完成すれば湖南圏の旅客処理能力は大きく向上することから、務安での新空港建設は重複投資となるおそれがあると指摘し、新空港建設は一連の地方空港拡張が一段落する1996年以後に検討することが望ましいとする見解を示した。
1995年、建設交通部（1994年12月に建設部と交通部を統合して成立）は「国家基幹交通網構築計画」案を策定し、湖南圏新空港の建設を計画に盛り込んだ。翌1996年度予算の審議でも全羅道出身議員が湖南圏新空港の関係予算を要求したが、この年も予算への反映は行われなかった。新空港の事業着手が遅れる中、光州空港では光州-金浦-バンコク、光州-釜山-大阪の各路線が開設され、国際線の運航が開始された。

### 着手
着手の遅れていた湖南圏新空港であったが、1996年5月に2002 FIFAワールドカップの日韓共同開催が決定すると、翌6月、建設交通部が新空港の候補地を務安に確定、1997年より基本設計に着手し、ワールドカップ開催前の2001年には完成させる方針であると発表した。国会では全羅道選出議員が「湖南圏新空港の見送りが続いているのは地域差別」と批判、務安の予算反映を要求した。結局1997年度予算に62億5400万ウォンが盛り込まれた。
基本設計は1997年6月より開始され、これが務安国際空港開発事業の実質的な始まりとなった。基本設計の完了後、1998年12月に告示された「務安空港開発基本計画」 では、1997年から2002年までの事業期間で、2800m×45mの滑走路1本と253m×23mの誘導路1本、駐機場、旅客・貨物ターミナル、駐車場などを整備して開港、その後2010年までと2020年までの2段階で誘導路の増設や各施設の拡張を行う計画が示された。務安郡の現地では1998年10月に務安空港建設支援事業所が設置され、12月からは用地の買収が始められた。
こうして開始された務安国際空港開発事業は、周辺地域の開発にも大きな影響を与えた。1994年の「空港開発中長期基本計画」発表に際し、全羅南道は空港予定地の務安郡望雲面を土地取引許可区域に指定し、地域内での一定面積以上の土地売買には務安郡の許可が必要となった。しかし、同じ1994年に全羅南道道庁の移転候補地として務安郡南部の三郷面南岳里が選定されたこともあり、務安郡と周辺郡市で不動産投機が過熱した。また務安郡雲南面では韓国ファイバーが風力発電機の研究開発を行っていたが、風車が務安国際空港による高度制限にかかるため、同地での事業化は不可能となった。栄山江干拓事業の第4段階として、空港予定地を含む広い地域で実施される予定であった干拓事業は、実施後に務安国際空港の気象条件が悪化するという指摘があったことも一つの要因となって中止された。
また務安国際空港が開港すれば、全羅南道西南部の狭い地域に務安国際空港・光州空港・木浦空港の三空港が位置することになり、これらの空港の役割分担が問題となった。このうち木浦空港については、民間航空機能の務安移転は自明とみなされていたが、光州空港の扱いは不明確だった。光州空港では1996年2月、滑走路補修のため近い将来には長期間の空港閉鎖が必要になると空軍が指摘、対策として補助滑走路増設を要求する光州市に対し、建設交通部は現滑走路を部分補修しながら務安の新空港建設を進め、2001年に光州空港の民間航空機能を務安に移す案を主張していた。国会議員の韓和甲は光州市を対象とした監査において、全羅南道と協調して新空港建設を推進するよう市に求めたが、光州市側は務安の予算状況が不透明であることを理由に難色を示した。こうして、将来における両者の分担を曖昧にしたまま、務安国際空港の事業推進と光州空港の強化が進められることになった。

### 着工
2000年8月には務安郡望雲面の現地で起工式が行われ、金允起建設交通部長官、金榮馹国会建設交通委員会委員長、許京萬 全羅南道知事、工事関係者、住民ら500名が出席した。この際には開港予定は2003年7月と報じられている。しかし、着工後も管制塔や旅客ターミナル予定地の一部で地主が用地買収に応じなかったため、関連の工事が中断した。また、2001年3月から建設用地内で発掘調査を行っていた木浦大学校博物館のチームは6月、19世紀末に作られたとみられる白磁窯跡を発掘したと発表、木浦経済正義実践市民連合がソウル地方航空庁に対してこの窯の保存を主張した。同じ6月には施工会社が滑走路に使用する骨材の供給契約を地元の業者と行ったが、この契約が大量の骨材を一社が独占供給するという異例の内容だったことに加え、受注した業者が当時の国税庁長の親族の経営だったため、この国税庁長が契約にあたって便宜を図ったのではないかとして疑惑の対象となった。国税庁長の関与の有無は解明されなかったが、受注した業者は骨材の安定供給を維持することができず、施工会社は別の業者を探さなければならなくなった。こういった問題により工事は遅延、開港が遅れる見込みとなった。
空港への道路整備も遅れていた。開港すれば空港と光州を結ぶことになる務安-光州高速道路は2002年12月から工事が開始されていたが、経路沿いに位置する湖南大学校が「学校の敷地が道路に取り囲まれる形となり、拡張の妨げになる」として経路の変更を主張、光州側の工区では着工できない状態が続いた。空港北側からの進入路となる国道77号線の玄慶-望雲間の整備も遅れており、開港しても当面は空港に向かう道路が未整備のままの運用を強いられる状況となった。
務安の建設が遅れる中、光州空港との役割分担問題も不透明な状況が続いた。2000年12月、建設交通部は「第2次空港開発中長期基本計画」 を公表し、務安国際空港を全羅南道・全羅北道を合わせた湖南圏の地域拠点空港として位置付けた。また光州空港については務安国際空港開港と同時に国際線機能を廃止、国内線も務安国際空港への交通条件が改善された時点で務安に移す旨を示し、中長期計画としては初めて光州空港の扱いを明確にした。しかし光州市から問い合わせを受けた建設交通部は、光州空港の位置付けについては慎重に検討すると返答するにとどまった。光州市は交通条件の悪い務安が開港しても国際空港としては機能し得ないとして光州空港の国際化を推進し、アジア通貨危機で一時中断していた国際定期路線の運航が2001年に再開されたほか、光州空港を関税法上の開港に指定させ本格的な国際空港とするための働きかけも継続的に行われた。
一方、全羅南道や務安郡は欧米路線や貨物便の運航が制限されるとして、務安を2800mの滑走路長で開港する計画に難色を示しており、工事着工後も3200mへの延長を主張していた。2003年には各地元自治体が滑走路延長予算獲得に向けて活発な動きを見せ、各議会が滑走路延長促進を決議、建設交通部への陳情も繰り返し行われた。11月には全羅南道と務安郡の後援、韓国航空政策研究所の主催で「務安国際空港活性化方案公開セミナー」が国会図書館で開かれ、専門家が滑走路延長は必須であると主張した。務安郡はこのセミナーに郡議会議員、公務員、地域住民など150人を参加させたが、建設交通部からの参加はなく、また関係予算の反映もなされなかった。この件について、地元選出の国会議員で、セミナーにも参加していた韓和甲は、木浦のインターネット紙ウリヒム・ドットコムのインタビュー記事 において、国の事業である空港開発で、独自に滑走路延長推進活動を繰り広げる徐參錫 務安郡守（郡守は郡の首長）や務安郡の姿勢を批判し、建設交通部のセミナー不参加の背景には郡の姿勢に対する不快感があることを示唆した。記事は地元の反発を招き、韓和甲が要職を務める民主党に所属していたこの地域の党員から多数の離党者が出た。韓和甲は記者会見を開き、郡民に謝罪するとともに、滑走路延長を含めた務安国際空港開発推進の立場を明らかにするなど、事態の収拾に努めたが、後に徐參錫も民主党を離党した。
こうした曲折の中でも工事は進み、進捗率は2003年末時点で70%を超えていた。

### 延期
だが、務安国際空港の建設が進む一方で、既設の地方空港の状況は悪化していた。務安と同時期に東海岸の国際空港として構想された襄陽国際空港は、2002年4月に開港、当初は上海への定期チャーター便が就航したほか、国内線は大韓航空・アシアナ航空が金浦線・金海線を運航した。しかし、襄陽のある江原道の認知度が海外では低かったことに加え、中国国際航空129便墜落事故の影響もあり、上海線は就航3箇月で運休となった。また国内線も襄陽開港の前年に嶺東高速道路の拡張が完了、この地域の交通条件は既に大きく改善されていたこともあり、航空路線の利用は低調で、アシアナ航空は2002年末に撤退、大韓航空も減便が続き、2003年末には金浦線・金海線が各1日1往復運航するのみとなっていた。このような他交通機関との競合に加え、景気の低迷も影響し、全国の地方空港で利用客が減少、2003年の利用実績は予測値比で30%減となった。
2004年、建設交通部は4月の韓国高速鉄道開業を前に、空港開発の縮小に方針を転換し始めた。既設空港の利用者減少による空港会計の悪化により、進行中の新空港開発事業も再調整が避けられないとして、務安国際空港の完工時期を2006年に修正した。6月には監査院が「空港拡充事業推進実態」 において、1997年の基本設計時に示された務安国際空港の費用対効果は過大に算出されており、実際には経済的妥当性はないと指摘、事業規模と開港時期を再検討するよう建設交通部に勧告した。これに対し建設交通部は、完工時期の約2年延長を関係機関と検討中であるとし、姜東錫建設交通部長官も国会本会議において、開港の1、2年延長も選択肢に入れて検討する旨の答弁を行っている。こうした動きに地元は反発、民主労働党の地方支部は空港の完成が近づいた現状で開港を延期し続ければ、施設維持に毎年30億ウォンが浪費されることになるとして早期開港を要求した。しかし2005年度予算で空港建設事業費は63億ウォンに縮小され、開港の延期は不可避となった。
2005年も開港時期の調整は続き、建設交通部は1月には「2007年完工」と発表、7月には「2008年-2009年に開港」と発表した。務安の開港時期について、建設交通部に調査を委託された交通開発研究院は、光州空港を閉鎖しなければ2008年の開港は困難だと主張した。この年、全羅南道は空港建設事業費として450億ウォンを要求していたが、建設交通部が2006年度予算案に反映したのは59億ウォンに過ぎなかった。

### 再開
2006年の時点でも、光州市方面からのアクセス道路となる務安-光州間の高速道路完成に合わせる、という理由で2008年以降開港の方針は維持されていた。しかし各種機器の設置も進み、このうち航空保安施設やベルトコンベアといった機器は機能維持のために月に数回は動作させる必要があり、開港しなくとも維持費がかさむという、既に指摘されていた問題が顕在化していた。このような状況で漫然と開港延期を続けることに対する批判もあり、要人による早期開港への言及も目立ち始めた。
5月には、務安企業都市の地域内で開発が行われる韓中国際産業団地の推進委員会発足式が務安郡庁で開かれ、委員会の代表に選ばれた中国東方航空の韓国支社長である黄舒生が、務安国際空港が開港すれば3機の航空機を務安に登録し、北京や青島への路線を1日8回以上運航、北米路線の経由地も日本から務安に変更するとして、早期開港を促した。黄舒生はこの年の年末にも「務安から上海・北京への路線を週8回新設する」と述べ、務安への強い関心を示した。
8月には、秋秉直 建設交通部長官がソウルの大韓商工会議所で開催された「務安企業都市企業誘致および投資説明会」の席で、開港時期を来年（2007年）に早める方案も検討する、と発言し、建設交通部には問い合わせが相次いだ。しかし秋長官のこの発言を建設交通部は把握しておらず、発言は部内での協議を経たものではないことが明らかになった。
9月には張秉浣 企画予算処長官が記者との懇談会において、2007年度予算で社会間接資本に対する予算を1兆ウォン増額、既に進行中の事業を重点的に進める意向を明らかにし、務安国際空港についても2007年中の完工に向けて予算を編成する方針を示した。10月には秋秉直建設交通部長官が2007年中完工・2008年初開港の方向を再確認し、円滑な予算反映に向けて努力すると述べた。
11月29日には、盧武鉉大統領が務安を訪問し、務安国際空港管制塔内で「西南圏総合発展構想」に関する現場報告を受けた。この席で徐參錫務安郡守は「対中国貨物交流活性化のためにも、早期開港と滑走路延長は不可避」であるとした。これに対し盧武鉉は滑走路延長事業を滞りなく進行させるよう、随行した李春熙 建設交通部次官に指示している。盧武鉉は12月27日に開かれた釜山北港再開発総合計画報告会の席でも、地元商工会議所会長から出された東南圏新空港建設の要請を受け、公式検討を李庸燮建設交通部長官に直接指示した。
大統領の務安訪問と同時期、2006年11月24日に公表された「第3次空港開発中長期総合計画」 においても、務安国際空港の2007年末完工に向けた推進が明記された。また第2次計画では湖南圏と呼ばれていた全羅南道・全羅北道を西南圏と再定義し、務安国際空港のほか、光州空港・麗水空港をこの圏域の拠点空港と位置付けた。しかし務安開港時点で木浦空港を閉鎖し、光州空港の国際線機能も務安に移転するという第2次計画の方針は維持した。光州空港の国際化を推進し、出入国管理機関を常駐させるため予算確保に動いていた光州市側はこれに反発、光州の観光業界も、国際線が務安国際空港発着となれば団体客は務安までバスで移動させる必要があり、旅行費用を押し上げるとして務安移転に反対した。

### 開港
2007年1月、建設交通部は務安国際空港の工事が予想より速く進んでいることを理由に、務安-光州高速道路の全通を待たず、2007年11月にも開港させる方針であることが、部関係者の発言として伝えられた。日程の変更は、建設交通部が前年末の大統領指示に対応して行ったものとして受け止められた。また2007年11月という開港時期の設定は、翌月の2007年12月に大統領選挙が予定されていたことから、大統領選挙での集票を狙った設定だとする見方も一部にあった。全国紙の中央日報は、大統領の指示で務安国際空港や東南圏新空港が推進に転じた前年末からの動きを取り上げ、地方空港全般が赤字である中で新空港の開発を推進することに批判的な意見を掲載した。これに対して建設交通部は報道資料を出し、木浦空港の国内線機能、光州空港の国際線機能を移転させること、空港周辺に開発される務安企業都市や韓中自由化などによる需要増加を勘案すれば、務安空港の需要には問題がない、と反論した。
以降、11月開港は既定の方針となり、開港後に空港の運営・管理を担当する韓国空港公社や釜山地方航空庁の準備作業が進められた。並行して務安国際空港開港支援協議会が構成され、開港後の空港活性化策が数回にわたって話し合われた。開港が目前に迫った10月、李庸燮建設交通部長官が木浦大学校で行った講演において務安国際空港に言及、光州空港の国際線を務安に移転することに対して光州側から反対意見が出ていることに触れ、務安-光州高速道路が開通すれば光州-務安間の移動に大きな問題はないと指摘、大局的な見地から移転を受け入れるよう求めた。しかし光州側の反発は高まり、市民団体や光州商工会議所が務安移転反対総決起大会を開き、光州広域市を構成する5区のうち、光州空港のある光山区を除く4区の区長が連名で反対を主張した。また、光州市議会は務安移転反対を決議、朴光泰光州市長も李庸燮建設交通部長官に対し開港の延期を要求した。結局、務安-光州高速道路が全通するまでの間という条件付きで、光州発着の既設の国際線については、航空会社の希望により暫定的に光州残留が認められることになった。光州に国際線を就航させている各社は既に務安への移転準備を進めていたが、光州-上海線を運航する大韓航空、10月に光州-北京線を開設したアシアナ航空は、いずれも光州残留を希望し、光州-上海線を運航している中国東方航空だけが務安への移転を決めた。
2007年11月8日、開港式が行われた。翌11月9日からは通常の運航が開始されたが、定期便は国内線・国際線がそれぞれ一日1往復に過ぎなかった。12月、建設交通部は務安国際空港を航空協定によらず、外国航空会社の自由な乗り入れを認める「自由空港」とすると発表し、就航路線の拡大を図った。しかし光州空港発着の国際線が存続し、出入国管理要員が務安国際空港と光州空港の両方を担当することになったため、光州空港に国際線が発着する時間帯の務安国際空港への国際線乗り入れは制限された。務安国際空港に就航を予定していた航空会社の中には、希望する時間帯の乗り入れが認められないことを理由に、就航を取りやめるところも出てきた。この状況は2008年5月に務安-光州高速道路が光州に達し、残留していた光州発着の国際線が務安国際空港に移転したことにより解消されたが、その後2008年7月頃から各路線で運休・減便が相次いだ。全羅南道は赤字路線の支援策を打ち出すなど対策を行っているが大きな効果は出ておらず、厳しい状況が続いている。

### 年表
- 1989年6月 - 1990年1月：交通部、西海岸地域新国際空港開発の妥当性を調査。
- 1993年7月26日：アシアナ航空機、木浦空港への着陸進入中に墜落。悪天候下の事故であったため、木浦空港の代替空港が必要との議論が高まる。
- 1994年
  - 4月18日：全羅南道、空港予定地の務安郡望雲面全域を土地取引許可区域に指定（1994年4月18日から1997年4月22日まで）[136]。
  - 4月19日：交通部「空港開発中長期基本計画」[10] 告示。湖南圏新空港の開発が計画に盛り込まれる。
- 1997年6月-1998年6月：基本設計実施。
- 1998年
  - 10月15日：務安空港建設支援事業所開所。
  - 12月16日：建設交通部「務安空港開発基本計画」[87] 告示。
- 1999年
  - 4月3日：全羅南道、空港予定地の望雲面を含む務安郡の一部地域を土地取引契約許可区域に指定（1999年4月3日から2004年4月2日まで）[88]。
  - 12月3日：建設工事最終入札。
  - 12月28日：建設工事契約締結。
- 2000年
  - 1月：ICAO空港コード“RKJB”が“MUAN INTL”に割り当てられる[29][30]。
  - 5月26日：ソウル地方航空庁「務安国際空港空港開発事業実施計画」[12] 告示。
  - 6月7日：文化財試掘調査（2000年11月23日まで）。
  - 8月11日：務安郡望雲面の現地で起工式。
  - 9月14日：ソウル地方航空庁「務安国際空港空港開発事業実施計画変更」[137] 告示。敷地面積を2392043m2に変更。
  - 10月21日：ソウル地方航空庁「務安国際空港設置」[138] 告示。
  - 12月5日：建設交通部令[32] により、務安国際空港建設事務がソウル地方航空庁の管轄に変更。
  - 12月30日：建設交通部「第2次空港開発中長期基本計画」[97] 告示。
- 2001年
  - 3月19日：務安空港建設地域文化遺蹟発掘調査（2001年9月17日まで）。
  - 6月23日：建設交通部「務安空港開発基本計画変更」[139] 告示。事業期間を2003年までに変更。
  - 8月23日：李廷一光州市西区庁長、空港の名称を「金大中空港」にするべきであると主張。
  - 11月23日：李炯錫光州市議会議員、空港の名称を「5・18国際空港」にするべきであると主張。
- 2002年11月19日：ソウル地方航空庁「務安国際空港空港開発事業実施計画変更」[140] 告示。施行期間を2003年12月31日までに変更。
- 2003年
  - 2月17日：務安郡議会「務安国際空港滑走路延長促求建議案」採択[141]。
  - 4月1日：全羅南道、卞良均企画予算処次官に滑走路延長予算の反映を要請。
  - 11月4日：韓国航空政策研究所「務安国際空港活性化方案公開セミナー」開催[142]。
- 2004年
  - 1月31日：ソウル地方航空庁「務安国際空港空港開発事業実施計画変更」[143] 告示。施行期間を2006年6月30日までに変更。
  - 6月：監査院「空港拡充事業推進実態」で開港時期と事業規模の再検討が必要と指摘[104]。
  - 10月13日：航空安全本部、試験飛行を実施。
- 2005年7月17日：建設交通部「開港時期を2008年末-2009年初に再調整する方案を検討」と発表。
- 2006年
  - 5月11日：中国東方航空韓国支店長の黄舒生が早期開港を要請[113]。
  - 8月10日：秋秉直建設交通部長官「開港時期を来年（2007年）に早める方案も検討」と発言。
  - 9月13日：張秉浣企画予算処長官「2007年中に完工」と発言[118]。
  - 10月19日：秋秉直建設交通部長官「2008年初に開港」と発言。
  - 11月24日：建設交通部「第3次空港開発中長期総合計画」[121] 告示。
  - 11月29日：盧武鉉大統領、現地を視察。
  - 12月5日：航空安全本部「務安国際空港開発基本計画変更」[144] 告示。事業期間を2007年までに変更。
- 2007年
  - 3月15日：務安国際空港開港支援協議会初会合
  - 6月2日：文化放送のドラマ「エア・シティ」に仁川国際空港として登場。
  - 7月12日：務安国際空港開港支援協議会第2次会議
  - 7月18日：ソウル地方航空庁「務安国際空港 空港開発事業 実施計画変更」[145] 告示。施行期間を2007年12月31日までに変更。
  - 9月13日：航空路誌に掲載[146]。
  - 9月14日：科学技術部令[8] により、務安空港気象台が新設される。
  - 10月23日：朴光泰[147] 光州市長、李庸燮建設交通部長官に開港延期を要求[131]。
  - 10月24日：財政経済部、関税法施行令の改正を予告[148]。務安国際空港が関税法上の開港に指定される見込みとなる[149]。
  - 10月25日：朴光泰光州市長、国際線の光州空港存置で朴晙瑩全羅南道知事と合意したと発表。
  - 10月25日：アシアナ航空機が民間機として初の着陸。
  - 10月29日：務安郡議会、国際線光州空港存置合意の撤回を要求。
  - 11月1日：李庸燮建設交通部長官、既設の国際線路線に限り光州空港残留を暫定的に認めると発表。
  - 11月4日：建設交通部、光州空港残留申請状況を発表。
  - 11月7日：建設交通部「第3次空港開発中長期総合計画変更」[132] 告示。一部国際線の光州空港残留許容が明記される。
  - 11月8日：開港式。
  - 12月6日：農協中央会務安国際空港支店開店。
  - 12月13日：関税法施行令改正[150]。務安国際空港が関税法上の開港に指定される。
  - 12月13日：務安空港気象台開所式[151]。
- 2008年1月：GS25務安空港店開店。
- 2013年9月：スターフライヤーが北九州空港へチャーター便運航。
- 2017年
  - 4月：中国東方航空が上海/浦東線をTHAADの影響で運航休止。
  - 7月26日：Pan Pacific Airlinesがカリボ線就航。
  - 9月30日：コリアエクスプレスエアが鳥取空港へチャーター便運航（2017年12月まで）。
- 2018年
  - 1月5日：コリアエクスプレスエアが南紀白浜空港へチャーター便運航（2018年2月まで）。
  - 3月27日：Pan Pacific Airlinesがセブ線就航。
  - 年3月28日：中国東方航空が上海/浦東線再開。
  - 4月30日：チェジュ航空が大阪/関西線就航。
  - 5月1日：チェジュ航空がダナン線就航。
  - 5月2日：チェジュ航空がバンコク/スワンナプーム線就航。
  - 5月13日：コリアエクスプレスエアが北九州空港便運航。
  - 9月29日：コリアエクスプレスエアが松本空港へチャーター便運航。
  - 11月2日：ティーウェイ航空が北九州線就航。
  - 12月22日：ティーウェイ航空が大分線就航。
- 2019年3月31日：チェジュ航空が東京/成田線就航。
- 2019年7月：チェジュ航空が福岡線就航。
- 2019年7月：チェジュ航空が三亜線就航。
- 2023年5月24日：ハイエアが北九州空港へチャーター便運行（週5往復、2023年8月末までの予定）[152]。
- 2024年
  - 10月：長竜航空が杭州線就航。
  - 12月：ジンエアーが東京/成田線、大阪/関西線、台北/桃園線就航。
  - 12月：チェジュ航空が長崎線、台北/桃園線就航。
  - 12月29日：チェジュ航空2216便事故が発生[153][154]。復旧作業のため、翌2025年10月10日（予定）まで全面閉鎖。

## 空港への交通

### バス
- 錦湖高速
  - 光州 - 務安空港（50分）
  - 木浦 - 務安空港（30分）

### 道路
- 光州方面 務安-光州高速道路で接続されており、空港に隣接して務安空港ICが設置されている。
- 木浦方面 務安郡清渓面で国道1号線から分岐する地方道815号線が空港近くを通る。

### 鉄道
KTX湖南高速線の務安国際空港乗り入れが検討されている。2007年3月、全羅南道は韓国鉄道施設公団に対し、湖南高速鉄道を務安国際空港経由とするよう要望を出したが、鉄道施設公団は工期や費用の問題から、路線変更に難色を示していた。空港開港の近づいた2007年10月、李庸燮建設交通部長官が、この問題を外部機関による妥当性調査を行って決定すると述べ、韓国交通研究院が2007年12月より調査を開始した。調査は数度の延長を経て2008年10月まで続けられ、同月、鉄道施設公団は調査結果を受けて、務安国際空港経由には経済的妥当性がないとする資料を国会に提出した。2009年4月には「湖南高速鉄道建設基本計画」が変更された が、務安国際空港への乗り入れについては明記されなかった。しかし、務安国際空港経由の可能性がまだ残っていることを示唆する発言が2009年以降も政府要人によりなされており、全羅南道も乗り入れの要望を続けていた。2009年7月、湖南高速鉄道のうち、光州（光州松汀駅）以北の第1期区間では駅舎新築など工事が開始される一方で、光州以南の第2期区間では、務安国際空港経由問題を含む、経路選定にかかる諸問題について、外部機関による調査が再度実施されることになり、結論は先送りされた。全羅南道は木浦と済州島を結ぶ海底トンネル建設の計画に触れ、湖南高速鉄道を務安国際空港経由としておけば、トンネル開通時には務安国際空港を済州国際空港の代替空港として機能させることも可能だとして、その後も空港経由路線の要求を続けていたが、2011年3月、鉄道施設公団は湖南高速鉄道について、光州以南は高速新線を建設せずに在来線を活用する案を選定した。

## 就航路線
2025年5月現在、2024年に韓国の務安国際空港で発生した航空事故により、全路線運休中。

### 国内線

#### 定期運航路線
| 航空会社     | 就航地 |
| ------------ | ------ |
| ジンエアー   | 済州   |
| チェジュ航空 | 済州   |

#### 過去の定期運航路線

##### 金浦線（アシアナ航空）
かつてはアシアナ航空が金浦国際空港への路線を1日1往復運航していた。この路線は金浦-木浦線を運航していたアシアナ航空が、2007年11月の務安国際空港開港に伴い、務安発着に変更して運航していた路線である。
それまで使用していた木浦空港は、施設の制約から欠航率が高く、運航が安定していないという印象が定着していた。これに加えて高速道路や鉄道といった競合交通機関の発達もあり、就航路線は次々と廃止となった。アシアナ航空が1992年から運航してきた金浦-木浦線は、1日1往復に減便されながらも維持されていたが、搭乗率は30%台まで低下していた。
2007年の務安移転により施設は改善されたが、搭乗率は木浦発着時と同水準の30%程度にとどまり、開港翌年の2008年上半期には12億ウォンの赤字を出した。日中の1往復の運航であり利用しにくいことから、地元からは1日2往復の運航とし、日帰り可能とするよう要望が出ていた。アシアナ航空は赤字を理由に増便には難色を示したものの、アシアナは全羅道出身の企業であり撤退はできないとして、路線自体は維持していた。
2009年、アシアナ航空が属する錦湖アシアナグループが資金難に陥り、アシアナ航空は合理化を迫られることになった。中でも金浦-務安線は、搭乗率が2009年には19%にまで低下しており、廃止優先順位は1位であると見られていた。2010年2月、アシアナ航空がこの路線の廃止を検討していると伝えられると、全羅南道は航空会社に対する支援金を半年あたり5千万ウォンから1億ウォンに増額、道内の学校に修学旅行での利用を呼びかけるなど、路線維持に向けた対策を行うと発表した。10月には務安が最寄りの空港となる韓国インターナショナルサーキットにおいて韓国グランプリの開催が予定されていたことから、グランプリ開催まで暫定的に路線が維持されるのではないかとする観測も流れ、アシアナ航空の路線合理化を巡る関心は、同じく廃止が検討されていた金浦-泗川線に移った。
アシアナ航空の金浦-泗川線は、2007年には63.8%であった搭乗率が2009年には48.6%に減少しており、一連の合理化策の中で、この路線も廃止対象に挙げられていた。存続を主張する地元自治体に対し、アシアナ航空側は全羅南道の支援制度を引き合いに出し、路線の維持には自治体が赤字額の半額程度を補填することが必要とする立場を示した。泗川空港の地元である慶尚南道では、アシアナ航空が泗川線より搭乗率が低い務安線では態度を保留する一方で、泗川線の廃止を推進するのは、全羅道出身の企業であるアシアナによる地元優遇であり、不公平だとする主張が広く行われた。当時、この主張を取り上げた地元紙『慶南日報』は、不充分な取材で地域対立を助長する記事を発表したとして、韓国新聞倫理委員会による警告を受けた。
こうした経緯はあったものの、アシアナ航空は2010年7月、金浦-務安線、金浦-泗川線の両路線とも運航を中断した。務安開港以来、唯一の毎日運航路線であった金浦線の中断により、務安国際空港は、曜日によっては全く定期運航路線の発着がない日ができることになった。

##### 済州線（大韓航空）
また大韓航空は、済州国際空港への路線を運航していた。この路線は2008年5月に上海線を光州空港発着から務安国際空港発着に変更した大韓航空が、上海線の間合いを利用して、週1.5往復の運航を行っていたものである。しかし搭乗率が10%に満たなかったため、2008年9月からは予約の受け付けを取りやめ、乗客を乗せずに運航する変則的な運航が行われた 後、10月末に廃止された。
以降、大韓航空は務安を発着する国内線の運航を行っていないが、2010年5月には子会社のジンエアーが、期間限定で済州線を運航した。

#### 新規路線開設の動き
光州空港発着の国内線の務安移転が検討されているが、光州側は湖南高速鉄道が開通する2014年まで、国内線の務安移転を延期するよう要求している。
このほか、路線の新設に向けてさまざまな活動が行われてきたものの、実現したものはない。

##### 江原道路線
襄陽国際空港の地元である江原道は、2007年から襄陽-務安線の開設に向けて誘致活動を行ってきた が、航空会社側が80%の搭乗率保証を要求したため条件が折り合わず、実現していない。全羅道と江原道を結ぶ路線としては、1995年からアシアナ航空が光州-江陵線を運航していたが、1998年に運休となった。

##### 慶尚道路線
2007年11月には、木浦商工会議所が建設交通部、全羅南道、航空会社などに対し、造船関係者の流動があることを理由に、釜山、蔚山への路線開設を要望、12月には木浦市議会も同趣旨の建議文を採択したが、その後は特に動きがなかった。しかし2010年に京釜高速鉄道の第2期区間が開業し、蔚山空港の利用客が減少したことから、今度は蔚山側で務安国際空港や光州空港への路線誘致が行われている。全羅道と慶尚道を東西に結ぶ路線としては、かつて大韓航空が木浦-釜山線を、アシアナ航空が光州-釜山線を運航していたが、いずれも2001年に廃止された。

##### 南北直航路線
また全羅南道は、2008年5月から開始が予定されていた白頭山観光 において、韓国側の出発地の務安国際空港への誘致活動を行っていた。白頭山観光に向けたソウル-白頭山間直航路の開設は、2007年10月に開催された南北首脳会談で合意された事項の一つであり、務安の他にも清州・襄陽・済州といった地方空港が誘致に乗り出していた。合意書では韓国側出発地はソウルとされていたが、建設交通部は他空港からの運航が可能となるよう北側と交渉するとしていた。しかし白頭山側の受け入れ空港となる三池淵空港の状態が悪いことが判明したほか、南北関係の変化もあり、後に白頭山観光自体の開始が延期となっている。

#### 不定期運航路線
2009年9月、法改正で小型機による運送事業への参入要件が緩和され、それまで航空機使用事業を行っていたエース航空が全羅南道に提案、務安を拠点にL-410機を使用したエアタクシーの運航を行うことになった。認可に手間取って運航開始は遅れ、12月には12日から金浦・金海・済州へ運航開始と一旦発表されたが、開設路線について運航会社と全羅南道の意見が合わず、運航開始は延期された。2010年1月1日に漢拏山への登山に向かう光州市内の会社職員17名が済州まで利用したのが最初の運航となったほか、1月中旬には取材に向かう放送局が金浦-務安間を利用した。1月中の利用はこの2回にとどまったことから、全羅南道は公務員の行事参加や業務出張時のエアタクシー利用を推進するとして、2月に済州で行われた会議に出席する道職員が務安-済州間を利用、3回目の運航が実現した。定期路線化も計画されていたが、不定期路線としての実績が低調であることから、定期化の見通しは立っていなかった。
しかし、2010年7月に、それまで金浦-務安線を運航していたアシアナ航空がこの路線の運航を中断したことから、全羅南道がエース航空に要請、同社が7月15日から週5往復、金浦-務安間を定期運航することになった。8月からは毎日運航する予定とされ、運航開始間もない7月22日には朴晙瑩全羅南道知事が自らこの路線を利用した。ところが8月になると、機体整備や予約が入っていないことを理由として頻繁に運休されるようになり、8月中には約半数の便が運休となった。9月には秋夕連休に備えて臨時便の設定が行われていたが、これらの便も含めて7割以上の便が事前に運休とされた。運航開始時には7月から3箇月間の利用実績によりその後の運航を見直す予定とされていたが、結局9月までに23回の運航が行われたのみで、定期運航は終了した。

### 国際線

#### 定期運航路線
国際定期路線としては、光州空港発着路線を継承した中国方面への路線が設定されている。各路線とも運休と再開を繰り返しており、運航は安定していない。
2024年現在
| 航空会社         | 就航地                           |
| ---------------- | -------------------------------- |
| ジンエアー       | 台北(桃園),東京(成田),大阪(関西) |
| チェジュ航空     | 長崎、台北(桃園)、延吉           |
| 長竜航空         | 杭州                             |
| スターフライヤー | 北九州（チャーター）             |

中国東方航空の上海線は、韓中航空協定の改定で韓国側乗り入れ地点に大邱・光州が追加されたことを契機に、2001年7月から光州-上海間の路線として週1往復がチャーター便扱いで運航されたのが始まりである。光州発着の国際線運航は、アジア通貨危機の影響で国際線が運休となって以来のことであった。以降、この路線は定期路線化を経て徐々に増便され、務安国際空港が開港した2007年11月には毎日運航となっていた。務安開港と同時に務安発着に変更され、開港時点では唯一の国際定期路線であった。務安移転後、当初は毎日運航が維持されており、全羅南道は道内から海外に向かう場合、務安から上海乗り継ぎで各地へ向かう経路が、韓国内の他空港から出発するよりも時間・料金の両面で有利であるとして、上海乗り継ぎの時刻表を公表するなど、広報活動を強化していた。しかし原油価格高騰や、後に大韓航空が同区間で運航を開始し供給過剰となったことから、2008年6月以降は週2往復に減便された。それでも開港時からの就航路線として、他の務安発着路線が長期運休に入る中でも本路線は定期運航が維持されていたが、2009年5月末には世界的なインフルエンザの流行の影響を受け、7月中旬までの予定で運休となった。務安移転前は一部の便が同区間に路線を持つ大韓航空との共同運航便として運航されていたが、務安移転後は共同運航便の設定は行われていない。
アシアナ航空の北京線は、2007年10月に光州-北京線として開設された路線である。運航開始の翌月である11月には務安国際空港の開港が予定されており、開港以降は務安発着に変更される旨を注記した時刻表を公表済みであった。しかし、国際線移転に対する光州市側の反発により、務安開港直前になって光州残留が暫定的に認められることとなり、大韓航空の上海線と同じく、この路線も2008年5月まで光州発着が維持された。務安移転後、2008年8月に開催された北京オリンピックの期間中は、旅行費用の高騰を嫌って北京への旅行客が減少することが見込まれたことから運休となり、特需をもたらすはずのオリンピックの影響で運休となるという異例の事態となった。

#### 過去の定期運航路線

##### 台北線（トランスアジア航空）
かつては台湾のトランスアジア航空が台湾桃園国際空港との路線を運航していた。トランスアジア航空は開港前の2007年6月に務安国際空港を視察、2007年12月より週2往復の運航を開始した。この路線は務安乗り換えによる中台連結需要を見込んだもので、トランスアジア航空は務安を中国北部への、マカオを中国南部への乗り換え拠点として、中台連結路線の拡充を意図していた。当時、台湾の航空会社は台湾高速鉄道の開業に伴う国内線需要縮小への対処が課題となっており、対応策の一つとして中台連結路線の強化が進められていた。同様の意図で遠東航空も済州国際空港への路線を運航しており、韓国経由の中台路線において両社は競合することになった。
この路線開設は同時に、務安と済州という韓国の空港間の競合でもあった。台湾線開設に関しては、李庸燮建設交通部長官が台湾-済州路線から相当数の旅客が務安に移転する、と見解を示したため、済州出身議員の姜昌一が国会国政監査で李庸燮を追及、務安の不当な優遇を非難することになった。こうした経緯もあり、済州側は務安の動向に警戒を強めていた。
しかし務安-台北路線の搭乗率は低迷、乗客1名で運航されたこともあった。さらに2008年5月以降、中台が両岸間の往来拡大で合意を重ね、直航チャーター便の週末運航が開始される見込みとなったことから、乗り換え路線の存在意義も薄らぎ、2008年7月から運休となった。

##### 上海線（大韓航空）
大韓航空の上海線は、2002 FIFAワールドカップが開催された2002年5月に光州-上海線として開設された路線である。2007年11月の務安国際空港開港以降も暫定措置として光州発着で運航されていたが、2008年5月に務安-光州高速道路が光州に達し交通条件が改善されたことにより、務安発着に変更された。務安移転後、当初はこの路線の間合いを利用して済州国際空港への路線が運航されていたが、済州線は2008年10月末に廃止され、以降は上海から務安に到着した機材がそのまま上海へ折り返す運航形態に変更された。この路線でも運休と再開が繰り返されていたが、2009年8月に運休後、2009年秋・冬季スケジュール以降は運航予定なし。

#### 不定期運航路線
このほか、中国方面を中心に以下の各地へチャーター便、不定期便の運航実績がある。また韓国グランプリ開催の際は観客輸送のために臨時便が設定されたほか、参加者の自家用機の発着にも利用された。
務安国際空港の活性化のため、2026年3月31日までの時限的措置として、ベトナム、フィリピン、インドネシアの３カ国から務安国際空港を通じて入国する団体観光客に対して、無査証入国措置を実施している。
- 延吉、瀋陽、青島、杭州、長沙[158]、張家界[203]、厦門[50]、三亜、深圳[158]
- 香港、マカオ[158]
- 日本(福岡[50]、徳島、大阪、東京(羽田)、札幌(新千歳)、東京(成田)、北九州)
- 台湾(台北、高雄)
- バンコク[50]、チェンマイ、ハノイ
- マニラ[50]、カリボ
- グアム

## 利用状況
| 年   | 発着回数（回） | 発着回数（回） | 発着回数（回） | 旅客（人） | 旅客（人） | 旅客（人） | 貨物(t) | 貨物(t) | 貨物(t) |
| 年   | 国内           | 国際           | 計             | 国内       | 国際       | 計         | 国内    | 国際    | 計      |
| ---- | -------------- | -------------- | -------------- | ---------- | ---------- | ---------- | ------- | ------- | ------- |
| 2007 | 93             | 131            | 224            | 3,897      | 11,326     | 15,223     | 14.5    | 144.9   | 159.4   |
| 2008 | 775            | 1,066          | 1,841          | 25,801     | 104,213    | 130,014    | 101.8   | 1,070.8 | 1,172.6 |
| 2009 | 642            | 390            | 1,032          | 19,915     | 37,801     | 57,716     | 70.8    | 379.5   | 450.3   |
| 2010 | 435            | 623            | 1,058          | 22,617     | 77,404     | 100,021    | 104.7   | 802.7   | 907.4   |

韓国空港公社公表。

## 役割分担問題
務安国際空港は木浦空港・光州空港を置き換える空港として計画されたが、光州側の反対により、開港後しばらくの間は、務安・光州のそれぞれで国際線・国内線が運航される状況が続いていた。2008年5月に光州空港発着の国際線が務安に統合されたことにより、問題の一部は解決したものの（→歴史）、その後も両者の役割分担をめぐって議論が続いている。
国際線の務安移転以降、光州市もまた務安の活性化を推進する立場となったが、光州市は務安活性化に積極的な姿勢を見せなかった。2008年12月には光州市が光州-仁川線の就航に動いていると伝えられ、務安を無視する試みとして務安側の批判を浴びた。光州市はシンガポールの航空会社タイガーエアが仁川市と共同で設立を計画していた仁川タイガー航空に対して光州-仁川線の開設を打診していたが、仁川タイガー航空は他社の反対もあり、設立に至らなかった。
2009年6月には監査院が韓国空港公社を対象とした監査において、務安国際空港と光州空港の同時運営は非効率だとして、国土海洋部に務安への統合を勧告した。しかし光州市は2014年に予定されている湖南高速鉄道高速新線の光州乗り入れまで、国内線の務安移転を行わないよう国土海洋部に要請した。10月には国際線の運休・減便は務安移転が原因だとして、光州側経済団体が光州空港への国際線再就航を求める動きに出た。これには務安郡や全羅南道、木浦財界などが反発、運動の中止と国内線務安移転の履行を要求したが、2010年には光州市自らが国際線の再就航推進に加わり、対立が解決する見通しは全く立っていない。
また2008年には全羅北道の群山空港が国際化の方向を打ち出し、務安との間で対立が起きている。群山空港は1992年、民間航空機の就航が再開された際に施設を管理する米軍と結ばれた協定により国際線の運航が認められておらず、それまで国際空港としての利用は行われていなかった。しかし、セマングムの有効活用を図る目的で、群山空港の国際線就航と施設拡張が主張されるようになり、米軍との協定改定に向けた交渉など、国際化に向けた具体的な作業が行われている。務安国際空港は全羅北道・全羅南道を合わせた湖南圏全体の拠点空港として位置付けられてきたこともあり、全羅南道は群山の国際化の動きに反対している。
一方、光州空港は空軍との共用であり、市街地に位置することから、戦闘機の発する騒音が大きな問題となってきた。これに対して軍機能を郊外の務安に移転し、問題を解決するよう求める意見が光州空港地元の光山区などから出されており、国防部による移転検討が数回にわたって伝えられている。しかし務安郡は軍機能移転に強く反対しており、民間航空機能とは逆の図式となっている。

## 事件・事故
- 2008年7月25日午前3時10分頃、滑走路北側から213m地点に落雷、滑走路に穴が開いた。滑走路の破損は午前6時に確認され、午前10時頃には修復されたが、午前7時45分に着陸を予定していた香港航空のHX2614便が着陸できず、大邱国際空港に向かった。当初、空港側は香港航空機が着陸できなかった理由を霧のためと説明していたが、香港航空側は滑走路の破損を知らされた同機の機長が着陸は危険と判断したためと主張、これに対して滑走路の破損は着陸できないほどではなかったと空港側が反論するなど、両者の見解に相違が出ている。
- 2008年9月2日、着陸訓練を実施するため、金浦国際空港から務安国際空港に向かっていたエース航空のL-410機が務安着陸時、滑走路に接地後右に逸脱、機体は着陸帯部分を過ぎ、誘導路まで移動した後停止した。同機にはチェコから派遣された教官1名のほか、訓練操縦士3名、整備士1名が搭乗していたが、乗員や機体に被害はなかった[211]。
- 2009年7月7日・8日両日にわたって韓国南部に大雨が降り、務安国際空港の位置する務安郡望雲面地域では、7日午前6時時点で一時間あたりの降水量が71mmを記録した。務安国際空港では排水能力を超える豪雨のため、雨水が旅客ターミナルの天井から浸水し、1階入国審査場に設置されたX線検査装置のうち1台、2階出国審査場のコンピュータの一部などに被害が発生した。
- 2010年9月3日、金浦国際空港から乗客2名、乗員2名を乗せ務安国際空港に向かっていたエース航空のL-410機が務安着陸時、滑走路に接地後右に逸脱した。乗客・乗員や機体に被害はなかった[212]。
- 2024年12月29日、スワンナプーム国際空港から務安国際空港へ向かっていた乗客乗員181人を乗せたチェジュ航空の飛行機が緊急的に胴体着陸を行うも、壁に激突し179人が死亡した（チェジュ航空2216便事故）[213][214]。機体がオーバーランした先に大型のコンクリート外壁があったため、減速する前に衝突したことから空港設計は「犯罪的ですらある」と専門家からの分析が行われた[215]。